# 卜履吉
卜履吉，字中立，號讷斋。應天府江宁县民籍，蘇州府吴江縣人。明朝政治人物。同進士出身。

## 生平
隆慶元年（1567年）丁卯科應天鄉試舉人。萬曆二十六年（1598年），登戊戌科進士，任泉州府推官。為官以廉平仁恕称道。三十四年（1606年）补福州府推官，次年擢兵部主事，四十年晉武选司郎中、管理清黄，同年养病。四十三年起补武库司郎中，四十四年升福建布政司参议，四十七年考察去職。